# Церква Донської ікони Божої Матері (Новошахтинськ)
Церква Донської ікони Божої Матері (рос. Церковь Донской иконы Божией Матери) — православний храм у місті Новошахтинськ, Ростовська область, Росія. Відноситься до Шахтинської і Міллеровської єпархії РПЦ.
Адреса: 346900, Ростовська область, м. Новошахтинськ, вул. Харківська, будинок 177.

## Історія
Закладення першого каменя відбулася в березні 1992 року. Церква Донської ікони Божої Матері будувалася в місті Новошахтинську близько 12 років. Основні будівельні роботи проводилися з весни 2002 року. Храм будувався на кошти городян і міських організацій. Завдяки цьому в місті був збудований цегляний двоповерховий храм, що має дев'ять куполів і два престоли. Центральний престол був освячений на честь Донської ікони Божої Матері, нижній престол освячений на честь Всіх святих.
У 2003 році відбулося освячення куполів храму. Освячення проводилося чинним Владикою Архієпископом Ростовським і Новочеркаським Пантелеїмоном. 31 серпня 2004 року відбувся малий чин освячення престолу нижнього храму — приділу «Всіх святих». Освячення провів чинний Владика Пантелеїмон.
29 травня 2014 року храму Донської ікони Божої Матері було надано статус Архієрейського подвір'я. У вересні 2014 року Великим чином архієрейського освячення, єпископом Шахтинським і Міллеровським Симоном було проведено освячення центрального престолу і храму.
При храмі працює недільна школа для дітей, біблійний гурток для дорослих парафіян і Православний молодіжний клуб.
На території Храму розробляється соціальний проект ЗАТ Корпорація «Глорія Джинс», Шахтинської єпархії та храму Донської ікони Божої Матері м. Новошахтинська. Це Центр на 30 місць з цілодобовим перебуванням чоловіків, які потрапили в скрутне життєве становище.

## Престоли
Центральний престол на честь Донської ікони Божої Матері, нижній — приділ на честь Всіх святих.

## Священики
Настоятель Парафії храму Донської ікони Божої Матері, благочинний Парафій Новошахтинського округу, протоієрей Роман Амплєєв.

## Святині
У храмі знаходяться святині:
- Освячені списки чудотворних образів Толзької та Піщанської ікони Божої Матері;
- Частки мощей святих угодників Божих: святителя Миколая, архієпископа Мир Лікійських, чудотворця;
- Частка мучеників 14000 немовлят, від Ірода у Вифлеємі вбитих;
- Частка великомученика Георгія Побідоносця;
- Частка блаженної Матрони Московської і багатьох інших.